# Pocket PC

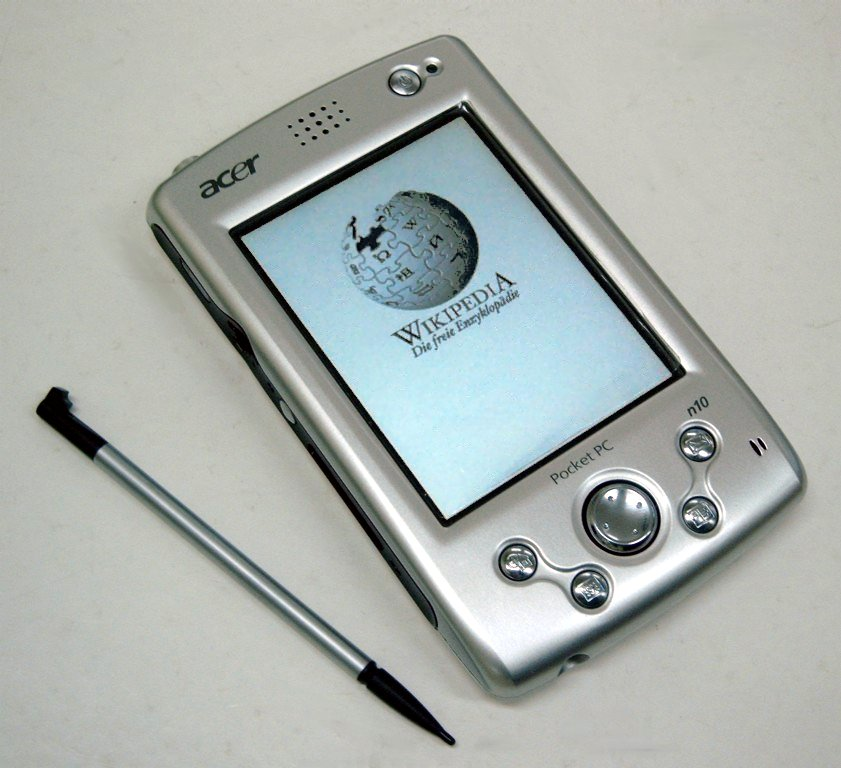
Pocket PC amb Viquipèdia

Pocket PC és un ordinador de butxaca o PDA (Personal Digital Assistant). Es tracta d'un petit ordinador dissenyat per ocupar el mínim espai i ser fàcilment transportable que executa el sistema operatiu Windows CE de Microsoft entre altres i que proporciona capacitats similars als PCs d'escriptori. Microsoft va comercialitzar la línia al mercat a 1998, decidint anomenar Palm PC. A causa d'una demanda de Palm, Inc., el nom va ser canviat a PocketPC.

## Fabricants
De fabricants actualment n'hi ha pocs, i es concentren la gran majoria al continent asiàtic. Entre ells, el més important i que recentment es va convertir en distribuïdor, és HTC, antic proveïdor d'HP, Acer o Fujitsu entre d'altres. Altres fabricants de dispositius Pocket PC són Quanta, Foxcon, Inventec, Asus o Compal, concentrats tots ells a Taiwan, i dedicats també a la fabricació d'altres equips electrònics, com portàtils o dispositius GPS.
Distribuïdors però hi ha bastants més, entre els quals trobem HP, Fujitsu Siemens, Garmin, Acer, Casio i un llarg etcètera, que encarreguen als fabricants abans esmentats el disseny dels seus equips i als que només els posen la seva marca i s'encarreguen de distribuir-los i donar suport tècnic.

## Aplicacions
Com altres ordinadors, els PocketPC o PPC són ordinadors de caràcter general, però s'han dissenyat aplicacions especialment adaptades a les seves característiques, com ara lectors de codis de barres o receptors GPS per al control de flotes.
La programació d'aplicacions pot realitzar-se mitjançant diversos llenguatges, i generalment des d'un ordinador d'escriptori, entre els quals C Sharp, Visual Basic i Lexico són bons exemples. El tercer té la particularitat d'utilitzar codis en català que ho fan molt llegible a les persones de parla Castellana.
La diferència principal a tenir en compte en la programació és que a causa de les limitacions de la màquina la plataforma. NET utilitzada és més reduïda i presenta menys quantitat d'opcions en el seu polimorfisme.

## Versions del sistema operatiu
- Microsoft Windows CE 1.0
- Microsoft Windows CE 2.0
- Microsoft Windows CE 2.01
- Microsoft Windows CE 2.02
- Microsoft Windows CE 2.1
- Microsoft Windows CE 2.11
- Microsoft Windows CE 2.12
- Microsoft Windows CE 2.11 H/PC PRO
- Microsoft Windows CE 3.0 H/PC 2000
- Microsoft Pocket PC 2000 (WinCE 3.0)
- Microsoft Pocket PC 2002 (WinCE 3.1)
- Microsoft Windows Mobile 2003 per a Pocket PC (WinCE 4.2)
- Microsoft Windows Mobile 2003 Second Edition (WinCE 4.21)
- Microsoft Windows Mobile 2005 (WinCE 5.0)
- Microsoft Windows Mobile 6